# Wanktunnel
De Wanktunnel is een geplande verkeerstunnel door de zuidwestflank van de 1780 m hoge Wank, ten oosten van Garmisch-Partenkirchen, als onderdeel van de Bundesstraße 2.
Het is de bedoeling om verkeersstromen vanuit het noorden uit München en Augsburg via de A 95 en de rijkswegen 2 en 23 naar het oosten te leiden in de richting van Mittenwald en verder via Scharnitz en Innsbruck naar de Brennerautobahn, rond het district Partenkirchen, dat tot aan de voet van de berg reikt, om het dus te ontlasten van doorgaand verkeer. De geplande lengte van de tunnel is 3,6 kilometer. Met de bouw wordt niet voor 2030 begonnen. 